# タウバー谷線
タウバー谷線(タウバーだにせん、ドイツ語: Taubertalbahn)はバーデン＝ヴュルテンベルク州シュトゥットガルト行政管区クライルスハイムとヴェルトハイムを結ぶ、単線及び非電化の鉄道路線である。この路線はヴァイカースハイムまでヴォーバッハとブラウバッハを沿って、以後はタウバー川と共にヴェルトハイムに至る。時刻表の番号は782である。

## 歴史
この路線の地質調査は1858年完了した後、1864年測量作業が始まった。1866年10月にラウダ - ヴェルトハイム間の工事が始まり、1868年8月メルゲントハイム - クライルスハイム区間の建設が開始された。当時に建設費用は約1600万グルデンだった。1867年ラウダ - ホッホハウゼン間が最初に開通され、翌年ヴェルトハイムまで延長された。1869年10月23日ヴュルテンベルク王国ではメルゲントハイム - クライルスハイム間が、そしてバーデン大公国ではラウダ - メルゲントハイム間が各国で開通され、ヴェルトハイムからクライルスハイムまで汽車で移動するのが可能になった。バート・メルゲントハイムはこの路線には温泉街として重要な町であり、1939年の夏からベルリン - バート・メルゲントハイム間列車が運行されるほどだった。第二次世界大戦の中にはタウバー谷線は異例的に連合軍の被害を受けなかった。
1950年代から2005年まではフランクフルト - ウルム間の急行列車(Eilzug)がこの路線を経て運行された。2005年からこの系通はアシャフェンブルク - クライルスハイム間の快速列車系通(Regional-Express)に縮小されている。
2003年6月11日シュロツベルク駅の付近で二つの快速列車の衝突事故が起こって、６人の死亡者と25人の負傷者が発生した。同じ年から全体的な施設改築が行われ、約1500万ユーロが投資された。2006年からこの路線は鉄道インフラ企業の西フランケン鉄道(Westfrankenbahn)に統合されている。
タウバー谷線は廃線の脅威にさらされたが、廃線は今まで実現されていない。

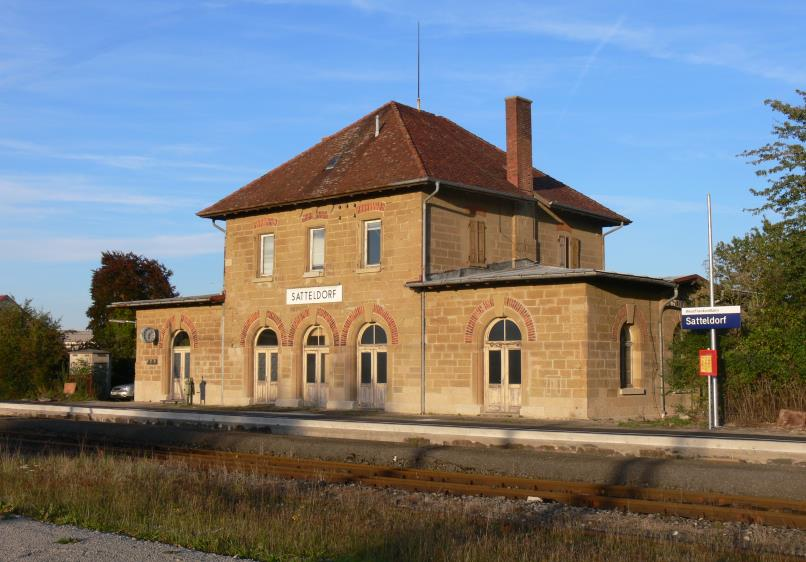
再開業されたザテルドルフ駅舎

## 運行形態
地域輸送として西フランケン鉄道(Westfrankenbahn)の列車が運行されている。クライルスハイム - シュロツベルク間はシュベービッシュ・ハル郡内交通(KreisVerkehr Schwäbisch Hall、KVSH)の区域に属し、ニーダーシュテッテン - ヴァルトハイム 間はライン＝ネッカー運輸連合(Verkehsverbund Rhein-Neckar、VRN)の管轄下にある。
- 快速(RE); アシャフェンブルク - ミルテンベルク - ヴェルトハイム - タウバービショッフスハイム - ラウダ - バート・メルゲントハイム - クライルスハイム。120分間隔。使用車両はDB628形気動車。
- 普通(RB); ヴュルツブルク - ラウダ - バート・メルゲントハイム (- ヴァイカースハイム - ブラウフェルデン - クライルスハイム)。120分間隔。使用車両はDB628形或はDB642形気動車。
- 普通(RB); ヴェルトハイム - タウバービショッフスハイム - ラウダ (- バート・メルゲントハイム - ヴァイカースハイム - ブラウフェルデン - クライルスハイム)。使用車両はDB628形気動車。